# Bhatni Bazar
Bhatni Bazar è una suddivisione dell'India, classificata come nagar panchayat, di 14.381 abitanti, situata nel distretto di Deoria, nello stato federato dell'Uttar Pradesh. In base al numero di abitanti la città rientra nella classe IV (da 10.000 a 19.999 persone).

## Geografia fisica
La città è situata a 26° 23' 21 N e 83° 56' 31 E.

## Società

### Evoluzione demografica
Al censimento del 2001 la popolazione di Bhatni Bazar assommava a 14.381 persone, delle quali 7.498 maschi e 6.883 femmine. I bambini di età inferiore o uguale ai sei anni assommavano a 2.299, dei quali 1.168 maschi e 1.131 femmine. Infine, coloro che erano in grado di saper almeno leggere e scrivere erano 9.258, dei quali 5.683 maschi e 3.575 femmine.